# 케베도역
케베도역(스페인어: Quevedo)은 마드리드 지하철 2호선의 역이다. 마드리드 참베리 구의 케베도 로터리에 자리잡고 있다. 요금구역상으로는 A구역에 속한다.

## 역사
1925년 10월 21일 2호선의 솔 - 케베도 연장구간이 개통되면서 문을 열었다. 역명은 지상의 로터리 이름에서 따왔는데 스페인의 시인인 프란시스코 데 케베도를 기려 붙여진 이름이다. 개통 이후 한동안 2호선의 시종착역 역할을 하였으나 1929년 2호선이 콰트로 카미노스 역까지 다시 연장되면서 일반역으로 전환되었다.

## 환승 정보
역 주변에 시내버스 정류장이 네 곳이 있으며, 주간 버스노선인 16, 61, 149번 노선이 다닌다. 야간노선인 N23번 노선도 경유한다.
| 마드리드 지하철           | 마드리드 지하철       | 마드리드 지하철      |
| ------------------------- | --------------------- | -------------------- |
| 산 베르나르도 라스 로사스 | 마드리드 지하철 2호선 | 카날 콰트로 카미노스 |